# Tepsifejű harcsaformák

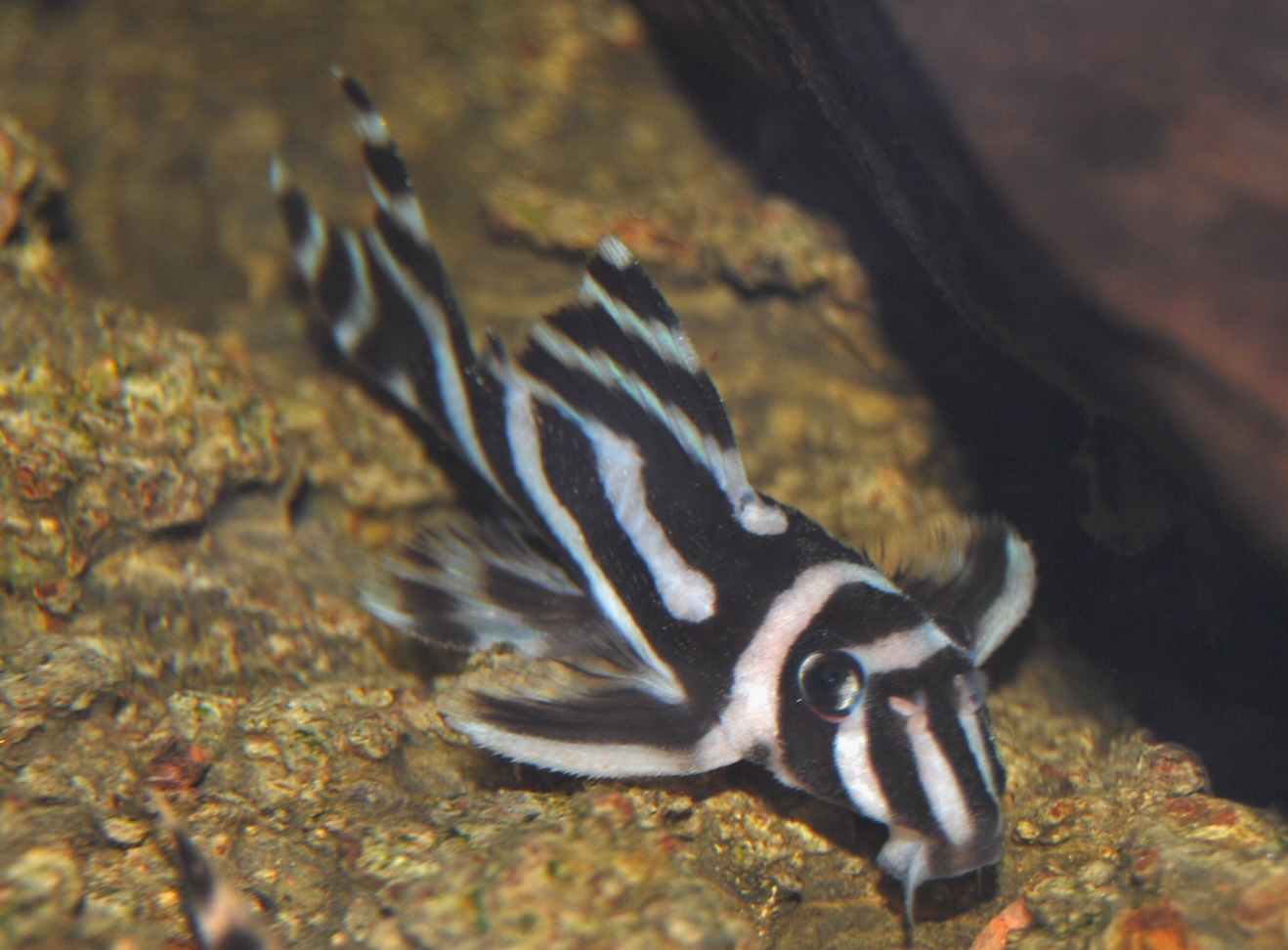
Hypancistrus zebra

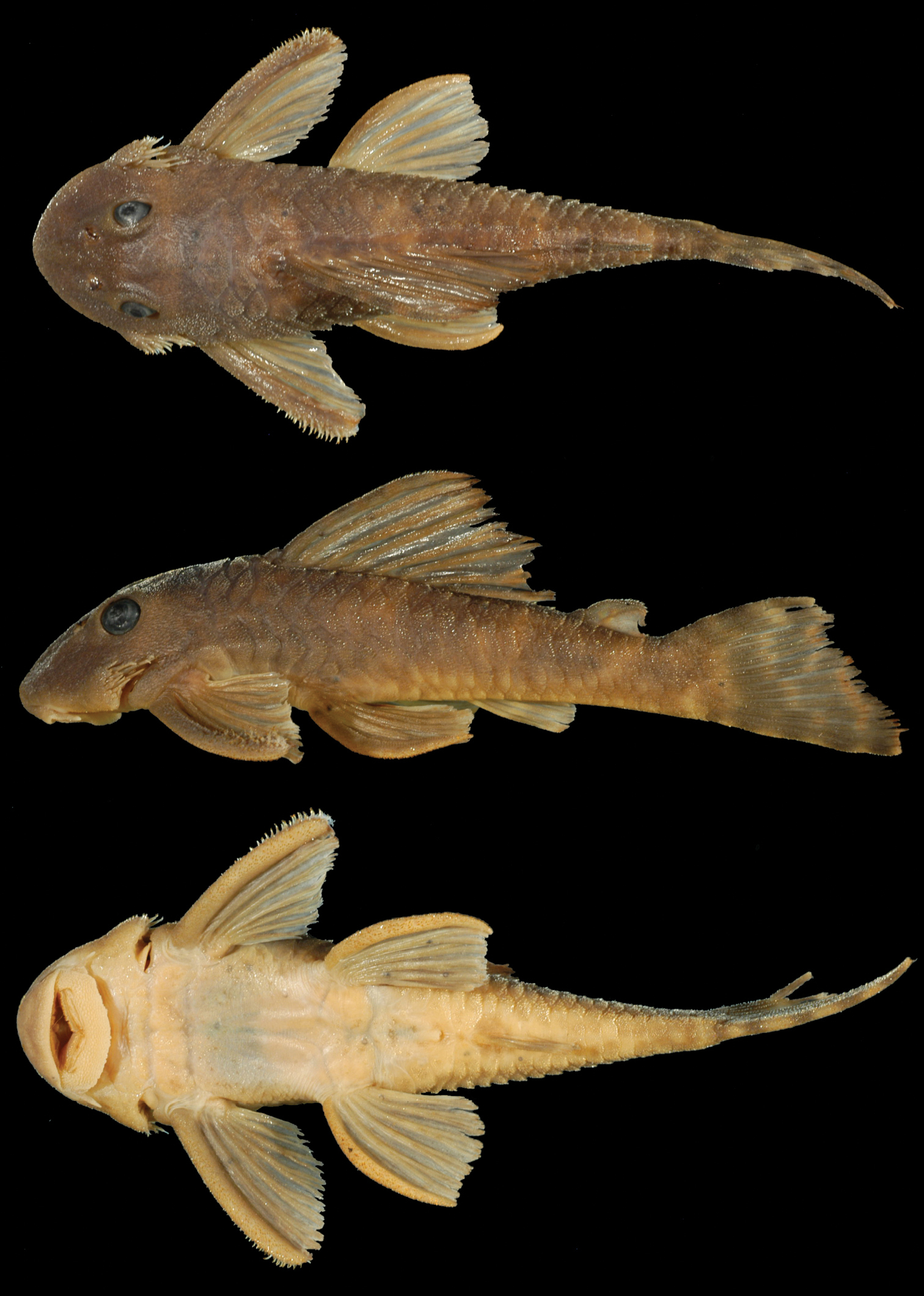
Peckoltia ephippiata holotípusa

A tepsifejű harcsaformák (Loricariinae) a sugarasúszójú halak (Actinopterygii) osztályának harcsaalakúak (Siluriformes) rendjén belül a tepsifejűharcsa-félék (Loricariidae) családjának egyik alcsaládja. Ide csatornázták be a korábbi algaevő harcsák Ancistrinae alcsalád fajait is.
Típusnemük a névadó algaevő harcsa (Ancistrus). További ismertebb nemek: Pekoltia, Panaque stb.

## Származásuk, elterjedésük
Dél-Amerika északi (trópusi) részének folyó-, kisebbrészt állóvizeiben honosak.

## Megjelenésük, felépítésük
A hímek a fejükön mindenféle, kinövéseket, antennákat, tarajokat növesztenek. Ez "dísz" a nőstényekről teljesen hiányzik, tehát az ivarérett példányok nemének meghatározása igen könnyű.

## Életmódjuk, élőhelyük
A család többi tagjához hasonlóan lehetőleg meleg, tiszta és többnyire folyó vizekben élnek. Alapjában növény- (főleg alga)evők, de szükség esetén az egyéb szervesanyagot se utasítják el.

## Felhasználásuk
Sokfelé akváriumi díszhalaknak tartják őket.Az akváriumi betegségek többségének ellenállnak, de az élősködőkk komolyan károsíthatják őket. Azokat a parazitákat, melyek éppen a halakon tartózkodnak, nem lehet irtani, csak a vízben szabadon úszókat. Ezért a kiválasztott gyógykészítményt egy hétig keresztül naponta kell adagolni. A készítmények többsége rezet tartalmaz, és ezt rosszul tűrik a fenéken élő algaevő harcsák (Ancistrus). A kezelést rosszul viselő halaknak három napig egy-két órára emeljük a víz hőmérsékletét 30–32°C-ra, ez a módszer hatásos.
Tartásuk nem nehéz, csak arra kell vigyázni, hogy medencéjüket jól fedjük le, mert főként a fiatalabbak szeretnek kimászni a belógó csöveken, vezetékeken, és ez természetesen pusztulásukhoz vezet.
Tenyésztésükhöz elegendő egy nem túl kis akvárium (30–50 liter). A kristálytiszta víz alapvető — a budapesti csapvíz vagy ahhoz hasonló megfelel. Berendezésnek elegendő egy jó kis odú, barlangféleség stb., amely lehet egy kitört oldalú virágcserép vagy akár egy viszonylag nagy lyukú tégladarab, tehát bármi búvóhely, amely lehetőleg a víz sodrában legyen. A hím őrzi az ikrákat, rászívja magát a "barlang" falára, a hasa alatti peték így megfelelő védelmet kapnak. A kb. 6 nap után kikelő, majd további 5-6 nap után szétúszó kishalakat felnevelni nagyon könnyű, azokat a szülők nem eszik meg.